# In America: Remember
In America: Remember là một cuộc triển lãm nghệ thuật công cộng của họa sĩ người Mỹ Suzanne Brennan Firstenberg. Cuộc triển lãm này diễn ra từ ngày 17 tháng 9 đến ngày 3 tháng 10 năm 2021 ở Washington, D.C., nhằm tưởng nhớ những người Mỹ đã ngã xuống do đại dịch COVID-19, thông qua việc phủ kín một phần National Mall gần Tượng đài Washington bằng hơn 600 nghìn lá cờ nhỏ màu trắng. Mỗi lá cờ tượng trưng cho mỗi sinh mạng đã ra đi vì dịch bệnh. Vào cuối cuộc triển lãm, số lượng cờ tăng lên con số 701.133 lá khi mà số lượng người chết vì dịch đã tăng lên.

## Mô tả
In America: Remember là phần tiếp theo của cuộc triển lãm ngoài trời do Firstenberg thiết kế vào năm 2020, gần D.C. Armory và Sân vận động Tưởng niệm Robert F. Kennedy, có tựa đề In America: How Could This Happen... Ban đầu, triển lãm bao gồm hơn 200.000 lá cờ trắng bằng nhựa mô phỏng lại vẻ ngoài của những bia mộ ở Nghĩa trang Quốc gia Arlington, đồng thời phản ánh số người chết vì dịch COVID-19 ước đoán ở Hoa Kỳ thời điểm đó. Sau buổi triển lãm, Viện Smithsonian đã đem những lá cờ này đưa về Bảo tàng Lịch sử Quốc gia Hoa Kỳ. Sau khi cuộc triển lãm năm 2020 hoàn thành, Firstenberg đã liên hệ với Cục Công viên Quốc gia Hoa Kỳ nhằm tạo ra một phiên bản lớn hơn của cuộc triển lãm tại National Mall.
Cuộc triển lãm năm 2021 ở National Mall trải rộng trên một bãi cỏ có diện tích 20 mẫu Anh (8,1 hécta). Ban đầu, cuộc triển lãm có 630.000 lá cờ trắng và một bảng thông báo lớn đề số lượng người Mỹ đã thiệt mạng vì COVID-19. Cả số lượng cờ và số người chết trên bảng thông báo đều được cập nhật trong suốt thời gian triển lãm diễn ra nhằm phản ánh sự gia tăng của số người chết vì dịch bệnh.
Cả những người trực tiếp đến tham dự buổi lễ và những người truy cập vào trang web của chương trình đều được ban tổ chức mời gửi thông điệp cá nhân đến cho những người xấu số. Các tình nguyện viên của buổi triển lãm sau đó sẽ điền tên của những người đã khuất kèm thông điệp từ khách tham dự lên trên các lá cờ. Ngoài ra, trên website chính thức của chương trình còn có vị trí, ảnh chụp mỗi lá cờ, thông điệp được gửi gắm trên các lá cờ ấy cũng như webcam quay trực tiếp cuộc triển lãm.